# گلیز ۵۲۱
گلیز ۵۲۱ یک ستاره است که در صورت فلکی تازی‌ها قرار دارد.